# 汉娜·奈泽
汉娜·奈泽（德語：Hannah Neise，2000年5月26日—），生于阿恩斯贝格，德国女子钢架雪车运动员。她曾代表德国参加2022年冬季奥林匹克运动会钢架雪车比赛，获得一枚金牌。